# Zefiryna
Zefiryna – imię żeńskie pochodzenia greckiego, żeńska forma imienia Zefiryn. Jest to imię teoforyczne, utworzone za pomocą sufiksu -inus od imienia greckiego boga wiatru zachodniego (Zéphyros).
Zefiryna imieniny obchodzi 26 sierpnia, 20 grudnia.